# Juricz
Juricz (ros. Юрич) – wieś (sieło) w Rosji, w Kraju Permskim, w rejonie karagajskim. W 2010 liczyła 317 mieszkańców.